# Mekonops

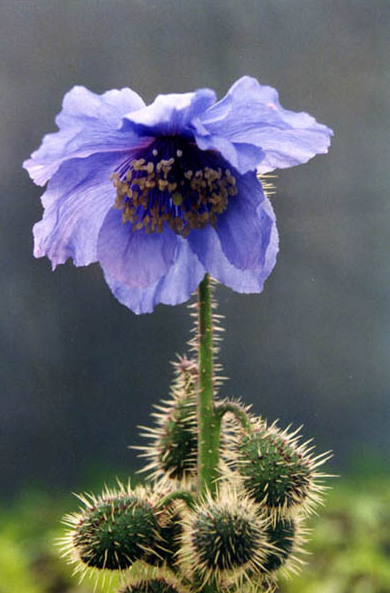
Meconopsis horridula

Mekonops (Meconopsis) – rodzaj roślin z rodziny makowatych. Należy tu od 54 do 95 gatunków. Zasięg rodzaju obejmuje rejon Himalajów i Tybetu od północnego Pakistanu po środkowe Chiny i północnej Mjanmy. Zaliczany tu tradycyjnie jeden gatunek zachodnioeuropejski – mekonops walijski przeklasyfikowany został do rodzaju mak jako Papaver cambricum (wcześniej wskazany był jako gatunek typowy rodzaju Meconopsis). 
Rośliny z tego rodzaju rosną głównie na terenach górskich, na łąkach i rumowiskach skalnych oraz na polanach w lasach. Niektóre gatunki uprawiane są jako rośliny ozdobne.

## Morfologia

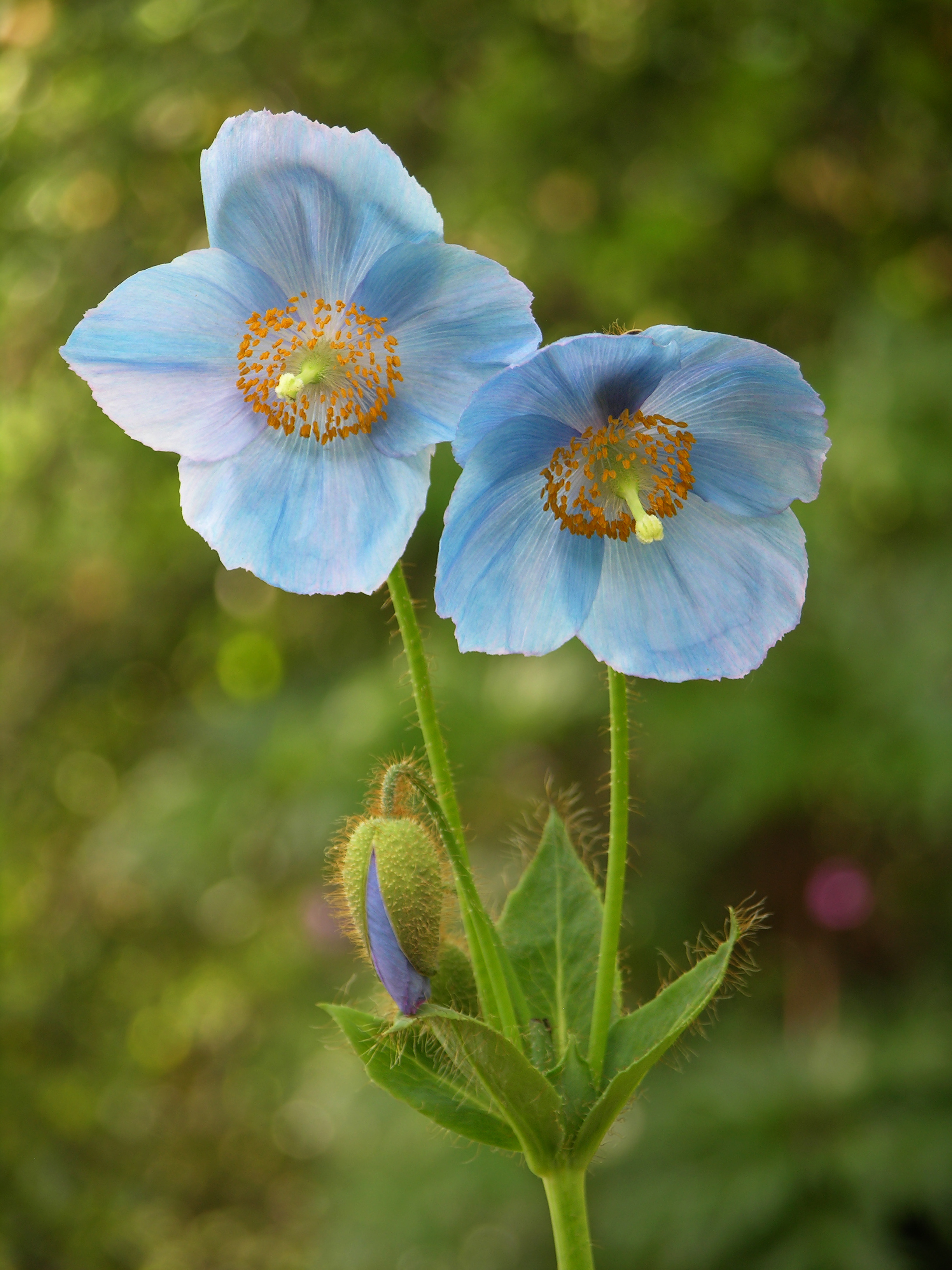
Meconopsis baileyi

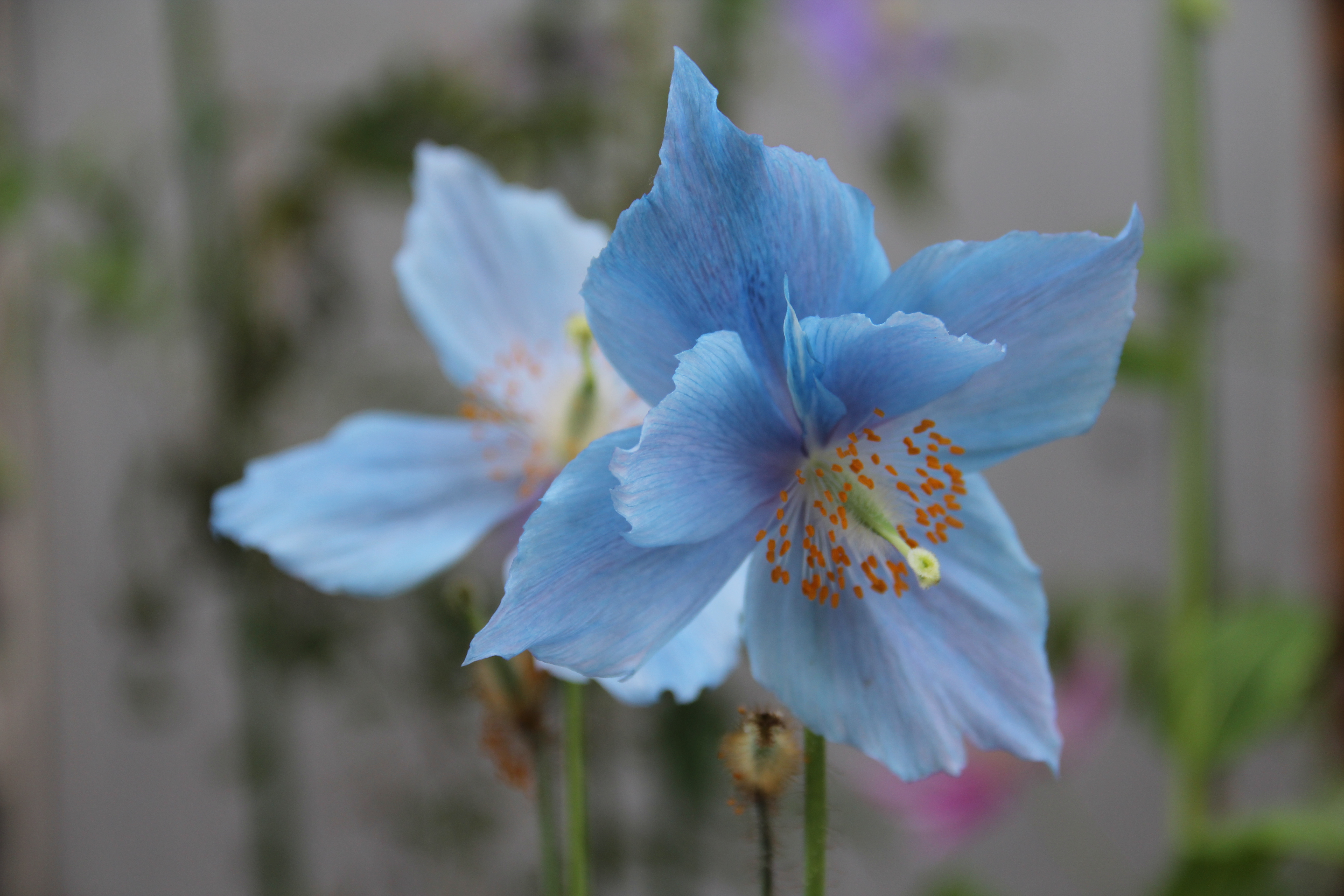
Meconopsis grandis

PokrójRośliny jednoroczne, dwuletnie lub byliny osiągające do 3 m wysokości. Zawierają żółty sok mleczny. Pęd ulistniony lub nagi, rozgałęziony lub pojedynczy, owłosiony lub gładki.
LiścieU niektórych gatunków tylko w rozecie przyziemnej, u innych w rozecie i na łodydze. Dolne i różyczkowe liście zwykle ogonkowe, górne liście krótkoogonkowe lub siedzące. Blaszka liściowa całobrzega, ząbkowana lub podzielona.
KwiatyPojedyncze (wówczas zwykle wyrastają na bezlistnych głąbikach) lub zebrane w grono lub baldach. Okwiat okazały (do 13 cm średnicy), z szeroko rozpostartymi płatkami korony. Działki kielicha 2, rzadko 3 lub 4. Płatki w liczbie od 4 do 10, rzadziej więcej, błękitne, różowe, czerwone, żółte lub rzadko białe. Pręciki liczne. Słupek zbudowany z 3 lub większej liczby owocolistków. Zalążnia kulista lub owalna z podzielonym lub połączonym znamieniem.
OwoceKulista lub owalna i wąska torebka, kłująca, szczeciniasta, owłosiona lub naga. Otwiera się od góry klapkami. Zawiera liczne owalne, czarne nasiona.

## Systematyka
Pozycja systematyczna według Angiosperm Phylogeny Website (aktualizowany system APG IV z 2016)
Rodzaj z plemienia Papavereae, podrodziny Papaveroideae, rodziny makowatych Papaveraceae. Tradycyjna klasyfikacja rozdzielająca gatunki między rodzajami Meconopsis i mak Papaver oparta na kryteriach morfologicznych (wykształcania szyjki słupka u Meconopsis w przeciwieństwie do siedzącej tarczki znamionowej u Papaver), po analizach filogenetycznych bazujących na badaniach molekularnych została częściowo podważona. Okazało się bowiem, że w przypadku tradycyjnie zaliczanego do rodzaju Meconopsis gatunku M. cambrica, doszło wtórnie do wyewoluowania szyjki słupka od przodka wspólnego z innymi przedstawicielami rodzaju Papaver (tj. mającego już szyjkę zredukowaną). Dodatkowo analizy te wykazały celowość wyłączenia kilku gatunków bazalnych z rodzaju Meconopsis w osobny rodzaj – Cathcartia Hook.f.
Wykaz gatunków
- Meconopsis aculeata Royle – mekonops kolczasty[10]
- Meconopsis angustipetala W.T.Wang
- Meconopsis aprica Tosh.Yoshida & H.Sun
- Meconopsis argemonantha Prain
- Meconopsis atrovinosa Tosh.Yoshida & H.Sun
- Meconopsis auriculata Stapf
- Meconopsis autumnalis P.A.Egan
- Meconopsis baileyi Prain
- Meconopsis balangensis Tosh.Yoshida, H.Sun & Boufford
- Meconopsis bella Prain
- Meconopsis betonicifolia Franch. – mekonops bukwicolistny[11][10]
- Meconopsis bhutanica Tosh.Yoshida & Grey-Wilson
- Meconopsis bijiangensis H.Ohba, Tosh.Yoshida & H.Sun
- Meconopsis brachynema W.T.Wang
- Meconopsis bulbilifera Tosh.Yoshida, H.Sun & Grey-Wilson
- Meconopsis calciphila Kingdon-Ward
- Meconopsis castanea H.Ohba, Tosh.Yoshida & H.Sun
- Meconopsis chankheliensis Grey-Wilson
- Meconopsis compta Prain
- Meconopsis concinna Prain
- Meconopsis × cookei G.Taylor
- Meconopsis delavayi (Franch.) Franch. ex Prain
- Meconopsis dhwojii G.Taylor ex Hay – mekonops Dhwoja[10]
- Meconopsis discigera Prain
- Meconopsis elongata Tosh.Yoshida, Yangzom & D.G.Long
- Meconopsis exilis Tosh.Yoshida, H.Sun & Grey-Wilson
- Meconopsis florindae Kingdon-Ward
- Meconopsis forrestii Prain
- Meconopsis gakyidiana Tosh.Yoshida, Yangzom & D.G.Long
- Meconopsis ganeshensis Grey-Wilson
- Meconopsis georgei G.Taylor
- Meconopsis gracilipes G.Taylor
- Meconopsis grandis Prain – mekonops olbrzymi[11], m. wielki[10]
- Meconopsis henrici Bureau & Franch.
- Meconopsis heterandra Tosh.Yoshida, H.Sun & Boufford
- Meconopsis hispida Tosh.Yoshida & H.Sun
- Meconopsis horridula Hook.f. & Thomson – mekonops kłujący[11], m. chropawy[10]
- Meconopsis huanglongensis Tosh.Yoshida & H.Sun
- Meconopsis impedita Prain
- Meconopsis inaperta Tosh.Yoshida & H.Sun
- Meconopsis integrifolia (Maxim.) Franch. – mekonops całolistny[10]
- Meconopsis × kongboensis Grey-Wilson
- Meconopsis lamjungensis Tosh.Yoshida, H.Sun & Grey-Wilson
- Meconopsis lancifolia (Franch.) Franch. ex Prain
- Meconopsis latifolia (Prain) Prain
- Meconopsis lhasaensis Grey-Wilson
- Meconopsis lijiangensis (Grey-Wilson) Grey-Wilson
- Meconopsis ludlowii Grey-Wilson
- Meconopsis lyrata (H.A.Cummins & Prain) Fedde
- Meconopsis manasluensis P.A.Egan
- Meconopsis merakensis Tosh.Yoshida, Yangzom & D.G.Long
- Meconopsis muscicola Tosh.Yoshida, H.Sun & Boufford
- Meconopsis napaulensis DC. – mekonops nepalski[10]
- Meconopsis neglecta G.Taylor
- Meconopsis nyingchiensis L.H.Zhou
- Meconopsis paniculata (D.Don) Prain – mekonops wiechowaty[10]
- Meconopsis pinnatifolia C.Y.Wu & H.Chuang
- Meconopsis pleurogyna W.T.Wang
- Meconopsis polygonoides (Prain) Prain
- Meconopsis prainiana Kingdon-Ward
- Meconopsis prattii (Prain) Prain
- Meconopsis primulina Prain
- Meconopsis pseudointegrifolia Prain
- Meconopsis pseudovenusta G.Taylor
- Meconopsis psilonomma Farrer
- Meconopsis pulchella Tosh.Yoshida, H.Sun & Boufford
- Meconopsis punicea Maxim.
- Meconopsis purpurea Tosh.Yoshida & H.Sun
- Meconopsis quintuplinervia Regel
- Meconopsis racemosa Maxim.
- Meconopsis regia G.Taylor – mekonops królewski[10]
- Meconopsis robusta Hook.f. & Thomson
- Meconopsis rudis (Prain) Prain
- Meconopsis sherriffii G.Taylor
- Meconopsis simikotensis Grey-Wilson
- Meconopsis simplicifolia (D.Don) G.Don
- Meconopsis sinomaculata Grey-Wilson
- Meconopsis sinuata Prain
- Meconopsis speciosa Prain
- Meconopsis staintonii Grey-Wilson
- Meconopsis sulphurea Grey-Wilson
- Meconopsis superba King ex Prain
- Meconopsis taylorii L.H.J.Williams
- Meconopsis tibetica Grey-Wilson
- Meconopsis torquata Prain
- Meconopsis trichogyna Tosh.Yoshida & H.Sun
- Meconopsis venusta Prain
- Meconopsis violacea Kingdon-Ward
- Meconopsis wallichii Hook.
- Meconopsis wanbaensis Tosh.Yoshida
- Meconopsis wengdaensis Tosh.Yoshida & H.Sun
- Meconopsis wilsonii Grey-Wilson
- Meconopsis wumungensis K.M.Feng
- Meconopsis xiangchengensis R.Li & Z.L.Dao
- Meconopsis yaoshanensis Tosh.Yoshida, H.Sun & Boufford
- Meconopsis zangnanensis L.H.Zhou
- Meconopsis zhongdianensis Grey-Wilson

## Zastosowanie
Ze względu na okazałe, barwne kwiaty niektóre gatunki są uprawiane jako rośliny ozdobne. Do najbardziej popularnych należy mekonops bukwicolistny o kwiatach niebieskich, poza tym mekonops olbrzymi i mieszaniec obu tych gatunków – mekonops Sheldona M. × sheldonii G. Taylor.